# Bien tutélaire
Un bien tutélaire (traduction de merit good) est un concept économique proposé par l'économiste allemand Richard Musgrave (1957, 1959) pour désigner un bien sur la consommation duquel l’État exerce une « tutelle », c’est-à-dire qu’il intervient pour encourager ou décourager le public de le consommer.
Ce sens donné ici au mot tutélaire ne doit pas être confondu avec l'acception traditionnellement admise, en particulier en droit administratif et en sciences politiques pour désigner l'autorité qu'a un ministre sur une institution, une administration, un secteur ou sur une activité économique particulière. Par exemple, l'architecture est un domaine tutélaire du ministre de la Culture mais pas de celui chargé de la Construction, la pharmacie est un domaine tutélaire du ministre de la Santé mais pas de celui chargé du Commerce, la police nationale est sous la tutelle du ministre de l'Intérieur, etc.
Pour Richard Musgrave, un bien peut être considéré comme tutélaire lorsque l'Etat décide que sa consommation doit être encouragée par exemple l'éducation ou la vaccination ou au contraire modérée comme l'alcool ou le tabac. Un bien qualifié de tutélaire peut le devenir car il dégage des externalités mais tout bien provocant des externalités ne devient pas forcément tutélaire. Par exemple la recherche dégage des externalités positives mais n'est pas un bien tutélaire. Le fait qu'un bien soit qualifié de tutélaire peut découler d'une myopie des citoyens, c'est-à-dire d'une tendance à maximiser leur utilité à court terme plutôt qu'à long terme. Les services assurés par la sécurité sociale, en tant qu’assurance ou en tant qu'épargne forcée, sont des biens tutélaires parce que l’État encourage leur consommation et que les individus ne choisissent pas de leur propre chef de s’assurer suffisamment, étant donné qu'ils sous-estiment l'importance à long terme de ces services.
Finalement, un bien peut être tutélaire lorsque les citoyens font une mauvaise estimation de l'utilité ou de la désutilité de la consommation d'un bien. Un exemple de ce dernier cas est celui de la cigarette, pour laquelle l’État fixe des taxes élevées pour limiter la consommation.